# Еберхард фон Геминген (1628 – 1675)
Еберхард фон Геминген (на немски: Eberhard von Gemmingen; * 1628 в Рапенау; † 28 юли 1675 в Рапенау) е благородник от стария алемански рицарски род Геминген в Крайхгау в Баден-Вюртемберг, господар в Рапенау и Трешклинген (днес част от Бад Рапенау), „камер-хер“ в Херцогство Вюртемберг и директор на „Рицарския кантон Крайхгау“.
Той е единствен син и наследник на Филип фон Геминген (1601 – 1638) и съпругата му Урсула Барбара фон Варнщет. Внук е на Еберхард фон Геминген (1567 – 1611) и Анна Кристина фон Роденщайн († 1611).
През 1630 г. императорът взема Рапенау (което е четири пети от селището) от баща му Филип, понеже в началото на Тридесетгодишната война той е на страната на протестантите. Еберхард фон Геминген и майка му бягат първо във Фюрфелд, по-късно в Менцинген. Еберхард скоро е под закрилата на френския фелдмаршал Лудвиг фон Шмидберг (1594 – 1657), който се грижи за него като за свой син. Той го изпраща да учи и след това в университета в Щрасбург. Еберхард става знаменосец в охранителната гвардия на Шмидберг. Братята Йохан Кристоф и Волфганг фон Геминген успяват да получат за него амнистия, която е съобщена на 20 септември 1642 г. от архиепископа на Майнц Анселм Казимир (1579 – 1647). Еберхард получава след Вестфалския мирен договор през 1648 г. обратно именията в Рапенау и Трешклинген. През 1649 г. той може да получи обратно последната пета на Рапенау от град Вимпфен.
Неговият покровител Шмидберг след Вестфалския мирен договор е нападнат от при Хайлброн от испански войници. Еберхард дава своя кон на Шмидберг, за да избяга, и вместо това е пленен от испанците за известно време. По-късно Еберхард заедно с генерал-майор Ханс Георг фон Русвурм е повече от половин година в плен в Лотарингия. По-късно той пътува с Русвурм до Франция и дълго остава в Париж. След това той е в двора на Вюртемберг и придружава през 1653 г. херцог Еберхард (1614 – 1674) до Аугсбург за короноването на Елеонора Магдалена Гонзага, съпругата на император Фердинанд III.
Еберхард е херцогски камер-хер в Щутгарт и известно време директор на „Рицарския кантон Крайхгау“. Той е единствен наследник на фамилията от линията Рапенау и не се жени.
Еберхард фон Геминген е наследен в Рапенау и Трешклинген през 1675 г. от Вайпрехт фон Геминген (1608 – 1680), синът на Райнхард Учения.